# Crepidium purpureum
Crepidium purpureum là một loài thực vật có hoa trong họ Lan. Loài này được (Lindl.) Szlach. mô tả khoa học đầu tiên năm 1995.